# Крот ан Питивере
Крот ан Питивере (фр. Crottes-en-Pithiverais) насеље је и општина у централној Француској у региону Центар (регион), у департману Лоаре која припада префектури Питивје.
По подацима из 2011. године у општини је живело 331 становника, а густина насељености је износила 24,25 становника/km². Општина се простире на површини од 13,65 km². Налази се на средњој надморској висини од 128 метара (максималној 137 m, а минималној 122 m).

## Демографија
| 1962. | 1968. | 1975. | 1982. | 1990. | 1999. | 2011. |
| ----- | ----- | ----- | ----- | ----- | ----- | ----- |
| 284   | 286   | 261   | 244   | 217   | 245   | 331   |

График промене броја становника у току последњих година